# Platyspondylitische Dysplasie Typ Torrance
Die Platyspondylitische Dysplasie Typ Torrance ist eine sehr seltene angeborene Skelettdysplasie mit dem Hauptmerkmal einer Platyspondylie.
Synonyme sind:  PLSD-T; Platyspondylitische Dysplasie Typ Torrance-Luton; Platyspondylitische Skelettdysplasie, letale, Typ Torrance; englisch Lethal Short-Limbed Latyspondylic Dwarfism, Torrance Type; Thanatophoric Dysplasia, Torrance Variant
Abzugrenzen ist die  Platyspondylitische Dysplasie Typ San-Diego, s. unter Thanatophore Dysplasie.

## Verbreitung
Die Häufigkeit ist nicht bekannt, die Vererbung erfolgt autosomal-dominant.

## Ursache
Der Erkrankung liegen Mutationen im COL2A1-Gen am Genort 12q13.11 zugrunde, welches an einer Vielzahl an Skelettdysplasien beteiligt ist.
Weniger als zehn Mutationen im COL2A1-Gen wurden mit der platyspondylitischen Dysplasie Typ Torrance identifiziert. Die meisten dieser Mutationen werden durch Einzelnukleotid-Polymorphismen in der Pro-alpha1(II)-Kette verursacht. Diese COL2A1-Mutationen führen zu einer abnormalen Variante einer Pro-alpha1(II)-Kette, welches nicht in die Typ II Kollagenfibrillen integriert werden kann. Dadurch produzieren die Zellen weniger Typ II Kollagen. Die abnormale Pro-alpha1(II)-Kette baut sich in Knorpelzellen (Chondrozyten) weiter auf. Demzufolge wird die Knochenentwicklung gestört, welches in skelettale Abnormalitäten resultiert.

## Klinische Erscheinungen
Klinische Kriterien sind:
- hochgradige Verkürzung der Gliedmaßen, unregelmäßige Metaphysen
- kurzer Rumpf, Platyspondylie mit scheibenartigen Wirbelkörpern
- kurze Rippen mit becherartiger Auftreibung der Knochen-Knorpel-Grenze
- ausgeprägte Hypoplasie der unteren Beckenknochen
- Verbiegung des Radius

Die Diagnose kann bereits intrauterin gestellt werden.

## Prognose
Die PLSD-T ist in der Regel letal, in zwei Familien erreichten die Patienten aber das Erwachsenenalter.

## Differentialdiagnose
Differentialdiagnostisch sind abzugrenzen:
- Thanatophore Dysplasie (Platyspondylitische Dysplasie Typ San-Diego)
- Diastrophische Dysplasie, Broad Bone-Platyspondylic Variant
- Odonto-Chondrodysplasie